# عبد الله المطرود (لاعب كرة قدم)
عبد الله المطرود (3 سبتمبر 2000 - )، هو لاعب كرة قدم سعودي يلعب حالياً في نادي الطرف.

## مسيرة اللاعب
لعب في نادي الخليج ونادي مضر ونادي الطرف.